# Cyclosa picchu
Cyclosa picchu là một loài nhện trong họ Araneidae.
Loài này thuộc chi Cyclosa. Cyclosa picchu được Herbert Walter Levi miêu tả năm 1999.